# Dacus ostiofaciens
Dacus ostiofaciens är en tvåvingeart som beskrevs av Munro 1932. Dacus ostiofaciens ingår i släktet Dacus och familjen borrflugor. Inga underarter finns listade i Catalogue of Life.